# Resolutie 1659 Veiligheidsraad Verenigde Naties
Resolutie 1659 van de Veiligheidsraad van de Verenigde Naties werd op 15 februari 2006 unaniem aangenomen door de VN-Veiligheidsraad, en steunde het Afghanistan-Compact dat in januari in Londen was gesloten.

## Achtergrond
In 1979 werd Afghanistan bezet door de Sovjet-Unie, die vervolgens werd bestreden door Afghaanse krijgsheren. Toen de Sovjets zich in 1988 terugtrokken raakten ze echter slaags met elkaar. In het begin van de jaren 1990 kwamen ook de Taliban op. In september 1996 namen die de hoofdstad Kabul in. Tegen het einde van het decennium hadden ze het grootste deel van het land onder controle en riepen ze een streng islamitische staat uit. 
In 2001 verklaarden de Verenigde Staten met bondgenoten hun de oorlog en moesten ze zich terugtrekken, waarna een interim-regering werd opgericht. Die stond onder leiding van Hamid Karzai die in 2004 tot president werd verkozen.

## Inhoud

### Waarnemingen
Het was noodzakelijk dat men in Afghanistan bleef strijden tegen het terrorisme, drugs en de dreiging die uitging van de Taliban, Al Qaida en andere extremistische groeperingen.
Op 31 januari was in Londen het "Afghanistan-Compact" gelanceerd, dat het kader en de doelstellingen van de samenwerking tussen Afghanistan en de internationale gemeenschap voor de komende vijf jaar vastlegde.

### Handelingen
De Afghaanse regering, alle leden van de internationale gemeenschap en internationale organisaties werden opgeroepen het Compact volledig uit te voeren. De VN speelden daarin een belangrijke rol, onder meer in de coördinatie en opvolging.
Intussen was ook al 10,5 miljard Amerikaanse dollar bij elkaar gebracht voor de uitvoering van de interim-Afghaanse Nationale Ontwikkelingsstrategie. Afghanistan zocht intussen ook naar verdere schuldkwijtscheldingen bij de Club van Parijs.

## Verwante resoluties
- Resolutie 1589 Veiligheidsraad Verenigde Naties (2005)
- Resolutie 1623 Veiligheidsraad Verenigde Naties (2005)
- Resolutie 1662 Veiligheidsraad Verenigde Naties
- Resolutie 1707 Veiligheidsraad Verenigde Naties

Lijst ·  1652 ·  1653 ·  1654 ·  1655 ·  1656 ·  1657 ·  1658 ·  1659 ·  1660 ·  1661 ·  1662 ·  1663 ·  1664 ·  1665 ·  1666 ·  1667 ·  1668 ·  1669 ·  1670 ·  1671 ·  1672 ·  1673 ·  1674 ·  1675 ·  1676 ·  1677 ·  1678 ·  1679 ·  1680 ·  1681 ·  1682 ·  1683 ·  1684 ·  1685 ·  1686 ·  1687 ·  1688 ·  1689 ·  1690 ·  1691 ·  1692 ·  1693 ·  1694 ·  1695 ·  1696 ·  1697 ·  1698 ·  1699 ·  1700 ·  1701 ·  1702 ·  1703 ·  1704 ·  1705 ·  1706 ·  1707 ·  1708 ·  1709 ·  1710 ·  1711 ·  1712 ·  1713 ·  1714 ·  1715 ·  1716 ·  1717 ·  1718 ·  1719 ·  1720 ·  1721 ·  1722 ·  1723 ·  1724 ·  1725 ·  1726 ·  1727 ·  1728 ·  1729 ·  1730 ·  1731 ·  1732 ·  1733 ·  1734 ·  1735 ·  1736 ·  1737 ·  1738